# Trisopsis
Trisopsis is een muggengeslacht uit de familie van de galmuggen (Cecidomyiidae).

## Soorten
- T. abdominalis Mamaev, 1961
- T. acicularis Mamaev, 1961
- T. globularis Mamaev, 1961
- T. hibisci Felt, 1935
- T. hyperici Tavares, 1919
- T. incisa (Felt, 1907)
- T. karelini Marikovskij, 1958
- T. macrolobis Mamaev, 1961
- T. obscura (Felt, 1908)
- T. punctiventris Mamaev, 1961
- T. quercina (Felt, 1907)
- T. tyroglyphi Barnes, 1951
- T. vulgaris Mamaev, 1961